# 劉傳 (軍事人物)
劉傳（？—1530年），萬全都指揮使司蔚州衛人，明朝軍事人物。

## 生平
劉傳個性勇敢剛烈，喜歡閱讀兵書，在正德十五年（1520年）以應襲指揮成武進士，獲授蔚州衛掌印指揮，轉官赤城守備。嘉靖九年（1530年），他帶領部下騎兵百多人支援馬營堡，長期未能解圍，於是他命令部下下馬戰鬥；不久劉傳自己中身中多箭，戰袍染血，撒圍後血流滿靴子，一個多月後病死。朝廷得知此事後陞其子一級軍階，讓其在宣府褒忠祠祭祀。